# I’m a King
«I’m a King» — песня американских рэперов Bobby Sessions и Megan Thee Stallion. Она была выпущена 5 февраля 2021 года на лейбле Def Jam Recordings как часть саундтрека к комедии «Поездка в Америку 2» и задействована в трейлере к ней.

## История
3 февраля 2021 года был выпущен второй трейлер фильма «Поездка в Америку 2», в котором был использован отрывок из «I’m A King».

## Отзывы
Джастин Курто из Vulture назвал «I’m a King» «энергичной и весёлой» рэп-песней в исполнении Bobby Sessions. Рен Грейвс, рецензент интернет-издания Consequence of Sound, отметил, что «как и подобает рассказу об африканских королях на улицах Америки», продюсеры BL$$ED и AJRuinedMyRecord создали «оживлённый» афробит. Также Рен обратил внимание на то, что Bobby Sessions демонстрирует «дерзкий флоу», ссылаясь на вымышленное африканское королевство из «Поездки в Америку 2». Джон Пауэлл, журналист веб-сайта Revolt, наименовал композицию «забавной» и заметил, что она представляет двух королевских особ, и это является отсылкой к фильму. Аарон Уильямс, обозреватель новостного портала Uproxx, отозвался о песенном содержании как о «праздничной интрижке», в которой Bobby Sessions и Megan Thee Stallion «обмениваются самовозвеличивающими фразами об их положении и растущей известности».

## Участники записи
По данным Tidal.
- Megan Thee Stallion — вокал, автор текста, композитор
- Bobby Sessions — вокал, автор текста, композитор
- BL$$ED — продюсер
- AJRuinedMyRecord — продюсер, звукорежиссёр
- Артур Ли Путман — композитор
- Челсия Л. Ривз — композитор
- Тарик Анвар-Бассет Шаррифф — композитор
- Дерек «MixedByAli» Али — миксинг
- Джейсен Джошуа — миксинг
- Кертис «Sircut» Бай — миксинг-ассистент
- DJ Riggins — миксинг-ассистент
- Джейкоб Брайант — миксинг-ассистент
- Джейкоб Ричардс — миксинг-ассистент
- Майк Сиберг — миксинг-ассистент
- Шон «Source» Джарретт — звукорежиссёр